# Бют (окръг, Айдахо)
Вижте пояснителната страница за други значения на Бют.
Окръг Бют (на английски: Butte County, звуков файл и буквени символи за произношение ) е окръг в щата Айдахо, Съединени американски щати. Площ 5787 km² (2,7% от площта на щата, 11-о място по големина). Население – 2602 души (2017), 0,18% от населението на щата, гъстота 0,45 души/km². Административен център град Аркоу.
Окръгът е разположен в централната част на щата. Граничи със следните окръзи: на северозапад – Къстър, на север – Лими, на североизток – Кларк, на изток – Джеферсън, на югоизток – Бингам, на юг и югозапад – Блейн. В южната и югоизточната част на окръга релефът е равнинен, като заема горната част на обширната планинска равнина на река Снейк. Запазните и северозападните райони са заети от югоизточните склонове на планините Пионер, Лост Ривър и Лемхай, части от Скалистите планини. Максимална височина връх Даймънд 12197 f (3717 m), в планината Лемхай. Основни водни артерии са долните течения на двете пресъхващи реки Биг Лост и Литъл Лост, губещи се в ранвината Снейк.
Най-голям град в окръга е административният център Аркоу 995 души (2010 г.).
През окръга преминават участъци от 3 междущатски шосета:
- Междущатско шосе  – 54 мили (86,9 km), от югозапад на североизток, а след град Аркоу на изток;
- Междущатско шосе  – 53 мили (85,3 km), от югозапад на североизток, а след град Аркоу на изток;
- Междущатско шосе  – 39 мили (62,8 km), от север-северозапад на юг-югоизток, а след град Аркоу на югозапад.

Окръгът е образуван на 6 февруари 1917 г. и е наименуван в чест на характерното възвишение Бют (7550 f, 2301 m), разположено в южната част на окръга, служещо дълго време за ориентир на ловци и изследователи.